# 馬特·庫查爾
馬特·庫查爾（英語：Matthew Gregory Kuchar，1978年6月21日—）是美國的一位高爾夫球運動員。他主要參加PGA巡迴賽的賽事。他在2016年里约奥运会上获得了男子个人高尔夫项目的铜牌。

## 外部連結
- 官方网站
- 馬特·庫查爾在PGA巡迴賽的官方網站
- 馬特·庫查爾在男子高爾夫世界排名的官方網站
- RamblinWreck.com Georgia Tech athletics, golf, Matt Kuchar